# Закон хребта
«Закон хребта» (англ. The Law of the Range) — американський вестерн режисера Вільяма Ная 1928 року.

## Сюжет
Джим Локхарт виходить на полювання за грабіжником і вбивцею Малюком. Малюк захопив його дівчину Бетті і тепер тримає її в полоні у диліжансі. Дівчина зауважує, що у розбійника є практично таке ж татуювання, яке була у Джима; тоді з'ясовується, що вони є братами, розділеними багато років тому. Але після возз'єднання Джим вбиває Малюка прямо на очах їх матері та Бетті.

## У ролях
- Тім Маккой — Джим Локгарт
- Джоан Кроуфорд — Бетті Даллас
- Рекс Ліз — Малюк
- Боділ Росінг — мати Джима і Малюка
- Тенен Голц — Коен